# 泰晤士 (新西兰)
泰晤士（英語：Thames）是新西兰北岛上的镇，总人口6,756 (2006)。泰晤士及周边地区构成泰晤士-科羅曼德區。19世纪的泰晤士，曾是风光一时的淘金重镇，全盛时期旅馆、酒吧林立，人口约有18,000人。1924年以后，随着金矿开采殆尽，泰晤士也逐渐衰落。虽已不复当年盛况，但从泰晤士历史博物馆、矿产和矿物学研究学校里的矿物博物馆仍可以窺当年泰晤士的繁荣面貌。

## 地理

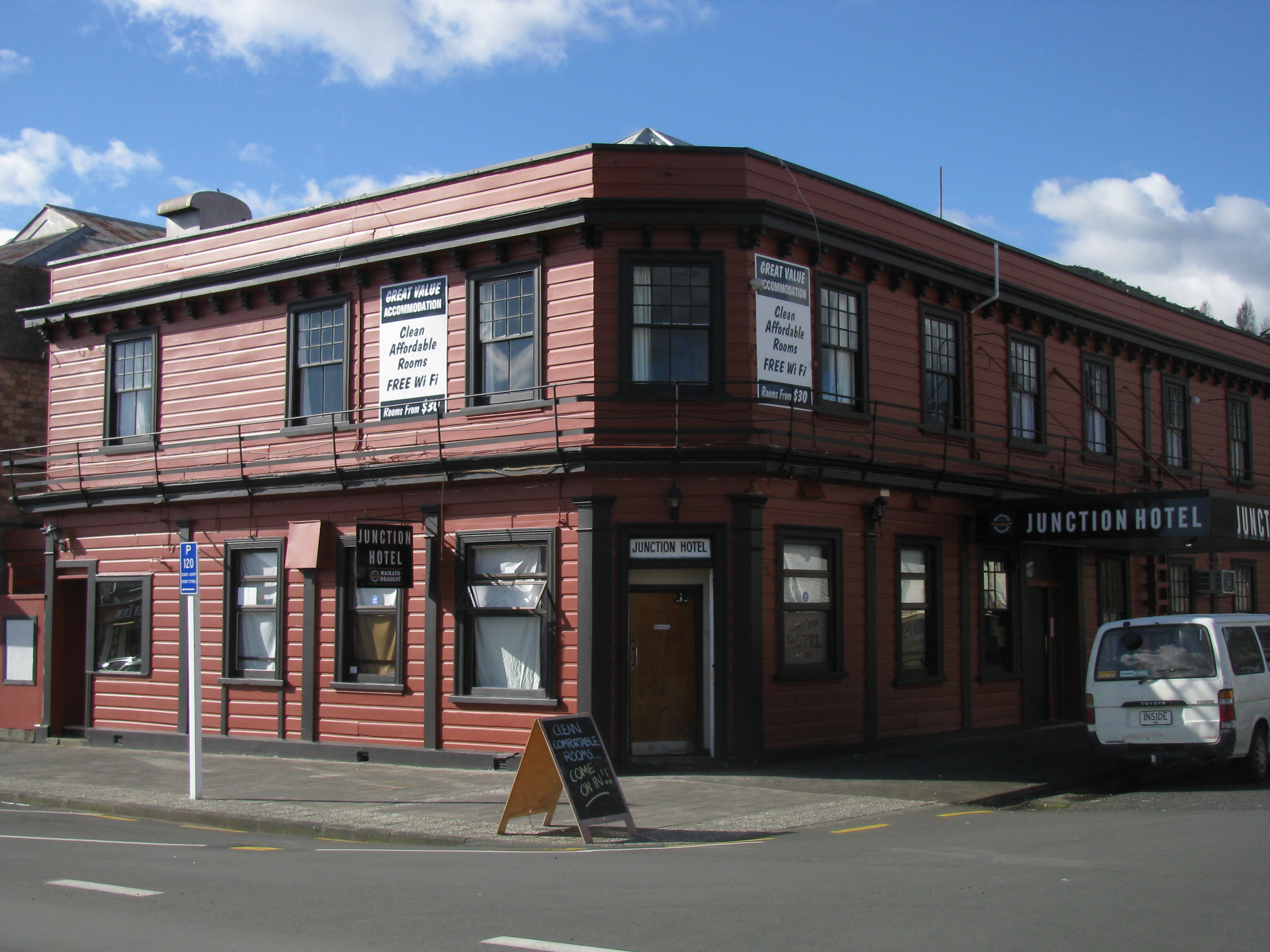
泰晤士的旅館。

### 气候
泰晤士气候适宜，温暖多雨，为亚热带气候。